# Capacity management
Capacity Management er på dansk arbejdet med kapaciteten, så den altid modsvarer behovet – i størrelse og kompetencer – og sådan at omkostningerne minimeres. Kapaciteten er her primært den personalemæssige størrelse hvad enten den er fastansat, projektansat, vikarer eller freelancere. Capacity Management har fået stigende fokus blandt virksomhedsledere og HR-chefer – ikke mindst efter at de seneste kriser har gjort usikkerheden på markedet større. Virksomhederne har behov for stor fleksibilitet og lavest mulige lønomkostninger for at bevare deres konkurrencemæssige styrke.